# Lakeway
Lakeway ist eine Stadt im Travis County im US-Bundesstaat Texas in den Vereinigten Staaten. Das U.S. Census Bureau hat bei der Volkszählung 2020 eine Einwohnerzahl von 19.189 ermittelt.

## Geographie
Die Stadt liegt im mittleren Südosten von Texas, am Highway 620 und hat eine Gesamtfläche von 15,7 km².

## Demografische Daten
Nach der Volkszählung im Jahr 2000 lebten hier 8.002 Menschen in 3.124 Haushalten und 2.496 Familien. Die Bevölkerungsdichte betrug 532,7 Einwohner pro km². Ethnisch betrachtet setzte sich die Bevölkerung zusammen aus 96,39 % weißer Bevölkerung, 0,80 % Afroamerikanern, 0,12 % amerikanischen Ureinwohnern, 0,86 % Asiaten und 0,86 % aus anderen ethnischen Gruppen. Etwa 0,96 % waren gemischter Abstammung und 4,21 % der Bevölkerung waren spanischer oder lateinamerikanischer Abstammung.
Von den 3124 Haushalten hatten 34,7 % Kinder unter 18 Jahre, die im Haushalt lebten. 71,1 % davon waren verheiratete, zusammenlebende Paare. 6,9 % waren allein erziehende Mütter und 20,1 % waren keine Familien. 16,5 % aller Haushalte waren Singlehaushalte und in 6,8 % lebten Menschen, die 65 Jahre oder älter waren. Die Durchschnittshaushaltsgröße betrug 2,53 und die durchschnittliche Größe einer Familie belief sich auf 2,84 Personen.
24,7 % der Bevölkerung waren unter 18 Jahre alt, 3,5 % von 18 bis 24, 26,8 % von 25 bis 44, 28,4 % von 45 bis 64, und 16,5 % die 65 Jahre oder älter waren. Das Durchschnittsalter war 43 Jahre. Auf 100 weibliche Personen aller Altersgruppen kamen 95,2 männliche Personen. Auf 100 Frauen im Alter von 18 Jahren und darüber kamen 90,9 Männer.

Das jährliche Durchschnittseinkommen eines Haushalts betrug 86.862 US-Dollar (USD), das Durchschnittseinkommen einer Familie 94.266 USD. Männer hatten ein Durchschnittseinkommen von 70.211 USD gegenüber den Frauen mit 38.879 USD. Das Prokopfeinkommen betrug 45.765 USD. 3,1 % der Bevölkerung und 1,8 % der Familien lebten unterhalb der Armutsgrenze. Davon waren 4,0 % Kinder und Jugendliche unter 18 Jahren und 3,3 % waren 65 oder älter.